# Moedas de euro monegascas
O Euro (EUR ou €) é a moeda comum para as nações que pertencem à União Europeia e que aderiram à zona Euro. As moedas de euro têm dois lados diferentes: um lado comum, europeu, mostrando o valor da moeda, e um lado nacional, mostrando um desenho escolhido pelo país membro da UE onde a moeda foi cunhada. Cada país membro tem um ou vários desenhos únicos a esse país.
Para visualizar as imagens do lado comum e para ter uma descrição detalhada das moedas, ver moedas de euro.

As moedas de euro do Mónaco apresentam dois desenhos diferentes para as duas primeiras séries de moedas e também para as moedas de 1 e 2 euros. Todas as moedas têm a inscrito a palavra "Monaco" e as doze estrelas da União Europeia. Uma segunda série foi emitida depois da morte do Príncipe Rainier.
As moedas monegascas são cunhadas em França, em Pessac.

## Primeira série
| € 0,01                                                                       | € 0,02 | € 0,05                                                         |
| ---------------------------------------------------------------------------- | ------ | -------------------------------------------------------------- |
|                                                                              |        |                                                                |
| Armas do Mónaco                                                              |        |                                                                |
| € 0,10                                                                       | € 0,20 | € 0,50                                                         |
|                                                                              |        |                                                                |
| Selo do Mónaco                                                               |        |                                                                |
| € 1,00                                                                       | € 2,00 | € 2 (rebordo)                                                  |
|                                                                              |        | 2 ** , repete seis vezes alternadamente para cima e para baixo |
| Efígies dos Príncipes Rainier e Albert (1€), Efígie do Príncipe Rainier (2€) |        |                                                                |

## Segunda série
| € 0,01                    | € 0,02 | € 0,05                                                         |
| ------------------------- | ------ | -------------------------------------------------------------- |
|                           |        |                                                                |
| Armas do Mónaco           |        |                                                                |
| € 0,10                    | € 0,20 | € 0,50                                                         |
|                           |        |                                                                |
| Selo do Príncipe          |        |                                                                |
| € 1,00                    | € 2,00 | € 2 (rebordo)                                                  |
|                           |        | 2 ** , repete seis vezes alternadamente para cima e para baixo |
| Efígie do Príncipe Albert |        |                                                                |